# El Veinticuatro
El Veinticuatro är en ort i Mexiko.   Den ligger i kommunen Mapimí och delstaten Durango, i den centrala delen av landet, 900 km nordväst om huvudstaden Mexico City. El Veinticuatro ligger 1 185 meter över havet och antalet invånare är 271.
Terrängen runt El Veinticuatro är platt åt sydväst, men åt nordost är den kuperad. Runt El Veinticuatro är det mycket glesbefolkat, med 3 invånare per kvadratkilometer. Närmaste större samhälle är Ceballos, 9,9 km söder om El Veinticuatro. Omgivningarna runt El Veinticuatro är i huvudsak ett öppet busklandskap.